# Sân vận động bóng đá Bethlehem
Sân vận động bóng đá Bethlehem (tiếng Anh: Bethlehem Soccer Stadium) là một sân vận động bóng đá ở Upper Bethlehem, St. Croix, Quần đảo Virgin thuộc Mỹ. Sân vận động là sân nhà của đội tuyển bóng đá quốc gia Quần đảo Virgin thuộc Mỹ trong khi khu liên hợp lớn hơn cũng bao gồm các văn phòng và trung tâm kỹ thuật của Liên đoàn bóng đá Quần đảo Virgin thuộc Mỹ. Sân vận động có sức chứa tổng cộng 1.200 khán giả ở trên hai khán đài.

## Lịch sử
Việc chuyển các văn phòng của Liên đoàn bóng đá Quần đảo Virgin thuộc Mỹ sang Bethlehem Estate bắt đầu với sự tài trợ của Dự án Mục tiêu của FIFA vào năm 2015. Việc xây dựng trung tâm kỹ thuật được lên kế hoạch bắt đầu vào năm sau và sân vận động quốc gia vào năm 2017. Sân vận động được xây dựng để giải quyết tình trạng thiếu cơ sở hạ tầng bóng đá và một sân vận động quốc gia thích hợp.
Sân vận động chính thức được khánh thành vào ngày 11 tháng 8 năm 2019 với một buổi lễ bao gồm các khách mời như Chủ tịch FIFA Gianni Infantino và Chủ tịch CONCACAF Victor Montagliani. Tuy nhiên, sân vận động đã được đưa vào sử dụng khi đội tuyển Olympic USVI tổ chức các trận đấu vòng loại cho Thế vận hội Mùa hè 2020 vào tháng trước.
Sân vận động dự kiến tổ chức trận đấu đầu tiên của đội tuyển quốc gia nam chuyên nghiệp vào ngày 5 tháng 9 năm 2019 cho trận đấu CONCACAF Nations League 2019-20 C với Quần đảo Cayman.